# Nick Carter (ciclista)
Thomas Russell "Nick" Carter (5 de setembro de 1924 — 23 de novembro de 2003) foi um ciclista neozelandês que conquistou uma medalha de bronze na prova de estrada nos Jogos do Império Britânico de 1950 em Auckland. Ele também competiu na prova de estrada nos Jogos Olímpicos de Verão de 1948 em Londres.